# Школа мужей (пьеса)
«Шко́ла муже́й» (фр. L'École des maris) — трёхактная театральная комедия Мольера в стихах, впервые поставленная на сцене в Париже в театре Пале-Рояль 24 июня 1661 года труппой Филиппа Орлеанского, единственного брата короля. Ему, как официальному покровителю «Труппы брата короля» Мольер и посвятил пьесу.
Во время Французской революции театр Комеди Франсез раскололся на две труппы. Объединение произошло в 1799 году спектаклями «Сид» Корнеля и «Школа мужей» Мольера.

## Действующие лица
- Сганарель

Первым исполнителем роли был сам Мольер. Среди известных исполнителей роли русские актёры XIX века: Михаил Щепкин, Иван Сосницкий и Сергей Шумский (1866)
- Арист, брат Сганареля

Первым исполнителем роли был Франсуа Бедо
- Изабелла

Первая исполнительница роли актриса труппы Мольера Катрин Дебри (De Brie)
- Леонора, сестра Изабеллы

Первая исполнительница роли супруга Мольера — Арманда Бежар. Среди первых исполнителей роли на русской сцене актриса начала XIX века: Аграфена Гавриловна Рыкалова
- Лизетта, служанка Леоноры.

Первая исполнительница роли актриса труппы Мольера Мадлен Бежар. Среди первых исполнителей роли на русской сцене петербургская актриса XVIII века А. М. Мусина-Пушкина и (актриса XIX века А. И. Колосова (Малый театр, 1866)
- Валер, возлюбленный Изабеллы.

Первый исполнитель Лагранж. Среди исполнителей роли на французской сцене актёр «Комеди Франсез» Луи Арсен Делоне
- Эргаст, слуга Валера.

Первый исполнитель — Дюпарк fr:René Berthelot dit Du Parc
- Комиссар.

Первый исполнитель — Дебри Вилькен, Эдм
- Нотариус.

## Сюжет
Два брата — опекуны двух сестер-сирот. По воле отца последних, опекуны могут вступить с девушками в брак. Терпимый и понимающий Арист, старший брат, оставляет Леоноре свободу выбора. Его младший брат, Сганарель, напротив, сурово обращается с Изабеллой, изолируя её от общества. Изабелла любит Валера, ей приходится прибегнуть к уловке, чтобы освободиться от властного опекуна. Девушка уверяет Сганареля, что Валер собирается похитить её и побуждает опекуна переговорить с ним. Сганарель приводит Валера к Изабелле, чтобы тот удостоверился, что девушка (как считает Сганарель) его не любит. Изабелла даёт понять Валеру, что хочет выйти за него замуж. Сганарель внезапно принимает решение ускорить свою свадьбу. Изабелла сообщает опекуну, что в Валера влюблена её сестра Леонора, боясь потерять его, она якобы хочет говорить с ним из окна комнаты своей сестры, представившись Изабеллой. Сганарель против разговора Леоноры с Валером из окна своей подопечной. Изабелла под видом Леоноры уходит к Валеру, Сганарель следует за ней, он призывает нотариуса и комиссара, чтобы заставить Валера заключить брак с Леонорой. По дороге Сганарель заходит к Аристу и сообщает ему, что Леонора любит Валера и ушла на свидание с ним. Сганарель и Арист дают согласие на брак Валера с (как они считают) Леонорой. С появлением Леоноры, вернувшейся с бала, хитрость Изабеллы раскрыта, Сганарель наказан — его подопечная выходит замуж за возлюбленного.

## Русские переводы
- Комедии из театра господина Мольера, переведенные Иваном Кропотовым, т. I, Москва, 1757; второе издание Москва, 1788.
- Перевод С. Т. Аксакова, использованный в 1819 г. на сцене Большого театра в Санкт-Петербург издан в Полном собрании сочинений С. Т. Аксакова, 1886, т. IV.
- Гиппиус, Василий Васильевич
- Григорьев, Аполлон Александрович

## Постановки на русском языке
Первая известная постановка на русском языке состоялась в октябре 1757 г. в Санкт-Петербурге на сцене Российского театра. Из постановок, состоявшихся в XIX в. критики отмечают: постановку на сцене Большого театра в Санкт-Петербурге 13 мая 1819 г.; бенефис М. С. Щепкина на сцене московского Малого театра 26 января 1826 г.; на той же сцене в 1829, 1866 и 1911 годах (постановка О. А. Правдина с участием Н. И. Музиля и О. А. Правдина.